# 192. strelska divizija (ZSSR)
192. strelska divizija (izvirno rusko 192. стрелковая дивизия; kratica 192. SD) je bila strelska divizija Rdeče armade v času druge svetovne vojne.

## Zgodovina
Divizija je bila ustanovljena leta 1940 v Rostovu s kadrom iz 80. strelske divizije in bila uničena septembra 1941 v Konotopu. Ponovno je bila ustanovljena junija 1942 in bila deaktivirana avgusta istega leta. Tretjič je bila ustanovljena maja 1943.